# Група армии „С“
Група армии „C“ (на немски: Heeresgruppe C) е една от групите армии на немския Вермахт по време на Втората световна война.

## История
Армията е създадена от (Heeresgruppenkommando 2) във Франкфурт на Майн на 26 август 1939 г. Първоначално тя командва всички войски на Западния фронт в Германия, но след Полската кампания тя командва само южната част на Западния фронт, където ръководи пробива на предната част по Линия „Мажино“ през юни 1940 г. В края на битката за Франция тя е преместена обратно в Германия, но на следващата година под наименованието Abschnittsstab Ostpreußen е изпратена в Източна Прусия. На 21 юни 1941 г. е преименувана на Група армии „Север“.

## Командири
- (26 август 1939 г.) генерал-фелдмаршал Вилхелм фон Лееб
- (21 ноември 1943 г.) генерал-фелдмаршал Алберт Кеселринг
- (10 март 1945 г.) генерал-полковник Хайнрих фон Вайтингхоф
- (30 април 1945 г.) генерал от пехотата Фридрих Шулц
- (1 май 1945 г.) Генерал от танковите войски Ханс Рьотигер